# Karis landskommun
Karis landskommun (finska: Karjaan maalaiskunta) var en landskommun i landskapet Nyland i Nylands län.
1967 hade kommunen 2 553 invånare.
Karis köping skiljades från kommunen år 1930. Kommunen sammanslogs med Karis köping den 1 januari 1969. Karis köping blev en stad år 1977. Sedan 2009 hör Karis till Raseborgs stad.
Svartå slott, då Svartå gård, låg i Karis landskommun.
Karis landskommun var en tvåspråkig kommun med svenska som majoritetsspråk och finska som minoritetsspråk.